# エフタークラング
エフタークラング（デンマーク語: Efterklang）は、2000年12月に結成されたデンマークのバンド。
Efterklang とはデンマーク語で記憶、影響を意味する言葉である。バンドは2000年に、中心人物の四人（マッズ・ブラウアー、キャスパー・クラウゼン、Thomas Husmer、ラスマス・シュトルベルグ）によってコペンハーゲンで結成された。以降、その四人と、ライブメンバーとしてオーケストラを用いるロックや、エクスペリメンタル・ロックをライブで演奏するときに参加する常連の三人かそれ以上の人員で構成されている。2007年までは、ルネ・ムルガードも加入していた。
彼らは作品を、イギリスやアメリカ合衆国を活動拠点とするリーフ・レーベルだけでなく、自ら運営するレーベルであるRumraketでも発表している。このレーベルには他にも、グリズリー・ベアやアミーナ、Cacoy、エリック・レヴァンデル、Kama Aina、Slaraffenland、タクシー・タクシー!、キャノン・ブルーが参加している。
エフタークラングは、レコーディングに多くのミュージシャンを迎えて作品を作っている。また、彼らは、Karim Ghahwagi やトバイアス・ストレッチ、アンダース・モルゲンターラー、カロリナ・メリス、ジェレマイア・ザガーの様な映像作家による大量の数のミュージックビデオ作品をプロデュースしている。ヴァス・アンド・ハンニバルに所属するナンナ・ヴァスは、エフタークラングのOne Sided LPやUnder Giant Trees、Paradesのアートワーク、またMirador のミュージックビデオを担当したが、その主導者として喝采をもって迎えられた。
エフタークラングの2007年10月に出された二枚目のアルバムであるParades は、いくつかの賞を受賞したり、候補にあがったりした。2009年4月には、イギリスの音楽・ファッション雑誌のクラッシュにより、2005年4月から2009年4月までに発売されたアルバムの38番目のベストアルバムに選ばれた。

## メンバー
- キャスパー・クラウセン (Vocals & Various Instruments)
- マッズ・ブラウアー (Computers, Seq. & Flute)
- Thomas Kirirath Husmer (Drums, Trumpet & Choir)
- ラスマス・シュトルベルグ (Bass, Guitar & Various Instruments)
- ルネ・フォンセカ・ムルガード (part of the original lineup) - 2007年まで
- ヘザー・ブロデリック (ライブのみ - piano, flute & vocal)
- ペーター・ブロデリック (ライブのみ - Violin & Choir)
- ニクラス・アントンソン (ライブのみ - Trombone & Choir)
- Frederik Teige (ライブのみ - Guitar & Choir)
- ダニエル・ジェームス (ライブのみ - Guitar & Choir)

## ディスコグラフィー
- Springer (EP)（セルフ・リリース、2003年、リ・リリースThe Leaf Label、2005年）
- Tripper（The Leaf Label、2004年）
- Swarming Single（The Leaf Label、2005年）
- One Sided LP（Burnt Toast Vinyl、2006年）
- Under Giant Trees（The Leaf Label、2007年）
- Parades（The Leaf Label、2007年）
- Caravan 7"/Digital Single（The Leaf Label、2008年）
- Performing Parades（The Leaf Label、2009年）
- Magic Chairs（4AD、2010年）
- Piramida（4AD、2012年）

## 脚註
1. ↑  デンマーク語で宇宙ロケットを意味する。